# Peter Johansson (patinage artistique)
Pour les articles homonymes, voir Johansson.
Peter Johansson, né le 2 avril 1967 à Näsby (Comté d'Örebro), est un patineur artistique et entraîneur suédois. Il est quadruple champion de Suède entre 1987 et 1990.

## Biographie

### Carrière sportive
Peter Johansson domine la patinage artistique masculin suédois à la fin des années 1980 en devenant quadruple champion national de 1987 à 1990.
Il représente son pays à cinq championnats européens (1986 à Copenhague, 1987 à Sarajevo, 1988 à Prague, 1989 à Birmingham et 1990 à Léningrad), quatre mondiaux (1987 à Cincinnati, 1988 à Budapest, 1989 à Paris et 1990 à Halifax) et aux Jeux olympiques d'hiver de 1988 à Calgary.

### Reconversion
Peter Johansson travaille actuellement comme entraîneur au Skating Club de Boston avec le patineur américain Mark Mitchell. Au cours de sa carrière d'entraîneur, ses élèves les plus connus sont Emily Hughes, Christina Gao, Stephen Carriere, Ross Miner ou Marissa Castelli.

## Palmarès
| Compétitions principales | 1984    | 1985    | 1986    | 1987    | 1988    | 1989    | 1990    | 1991    | 1992    |  |  |  |  |  |
| Jeux olympiques d'hiver  |         |         |         |         | 24e     |         |         |         |         |  |  |  |  |  |
| Championnats du monde    |         |         |         | 21e     | 18e     | 19e     | 22e     |         |         |  |  |  |  |  |
| Championnats d'Europe    |         |         | 21e     | 14e     | 15e     | 8e      | 10e     |         |         |  |  |  |  |  |
| Championnats de Suède    | 2e      | 2e      | 2e      | 1er     | 1er     | 1er     | 1er     |         |         |  |  |  |  |  |
|                          |         |         |         |         |         |         |         |         |         |  |  |  |  |  |
| Autres Compétitions      | 1983/84 | 1984/85 | 1985/86 | 1986/87 | 1987/88 | 1988/89 | 1989/90 | 1990/91 | 1991/92 |  |  |  |  |  |
| Skate America            |         |         |         | 14e     |         |         |         |         |         |  |  |  |  |  |
| Skate Canada             |         |         |         |         | 10e     |         | 6e      |         |         |  |  |  |  |  |
| Trophée de France        |         |         |         |         | 10e     |         |         |         |         |  |  |  |  |  |
| Trophée NHK              |         |         |         |         |         | 10e     |         |         | A       |  |  |  |  |  |
|                          |         |         |         |         |         |         |         |         |         |  |  |  |  |  |